# Mutua Madrid Open 2014
Mutua Madrid Open 2014 byl společný tenisový turnaj mužského okruhu ATP World Tour a ženského okruhu WTA Tour, hraný v parku Manzanares na otevřených antukových dvorcích. Konal se mezi 3. až 11. květnem 2014 ve španělské metropoli Madridu jako 13. ročník mužského a 6. ročník ženského turnaje.
Mužská polovina se po grandslamu řadila do druhé nejvyšší kategorie okruhu ATP World Tour Masters 1000 a její dotace činila 4 625 835 eur. Ženská část měla rozpočet 4 033 254 dolarů a byla také součástí druhé nejvyšší úrovně okruhu WTA Premier Mandatory.
Vlastníkem turnaje byl k roku 2014 bývalý rumunský profesionální tenista a podnikatel Ion Ţiriac. Obhájci singlových titulů byli obě světové jedničky Rafael Nadal a Serena Williamsová. Dvouhru opět vyhrál Nadal a upevnil si žebříčkovou pozici. Serena Williamsová z turnaje před čtvrtfinále odstoupila. Po finálové prohře v minulém ročníku vybojovala trofej Ruska Maria Šarapovová.

## Distribuce bodů
| Soutěž         | Vítězové | F   | SF  | ČF  | 16 v kole | 32 v kole | 64 v kole | Q  | Q2 | Q1 |
| -------------- | -------- | --- | --- | --- | --------- | --------- | --------- | -- | -- | -- |
| vouhra mužů    | 1000     | 600 | 360 | 180 | 90        | 45        | 10        | 25 | 16 | 0  |
| mužská čtyřhra | 1000     | 600 | 360 | 180 | 90        | 0         |           |    |    |    |
| ženská dvouhra | 1000     | 650 | 390 | 215 | 120       | 65        | 10        | 30 | 20 | 2  |
| ženská čtyřhra | 1000     | 650 | 390 | 215 | 120       | 10        |           |    |    |    |

## Dvouhra mužů

### Nasazení
| Stát                           | Hráč               | ATP | Nasazení |
| ------------------------------ | ------------------ | --- | -------- |
| Španělsko                      | Rafael Nadal       | 1.  | 1.       |
| Srbsko                         | Novak Djoković     | 2.  | 2.       |
| Švýcarsko                      | Stanislas Wawrinka | 3.  | 3.       |
| Švýcarsko                      | Roger Federer      | 4.  | 4.       |
| Španělsko                      | David Ferrer       | 5.  | 5.       |
| Česko                          | Tomáš Berdych      | 6.  | 6.       |
| Spojené království             | Andy Murray        | 8.  | 7.       |
| Kanada                         | Milos Raonic       | 9.  | 8.       |
| Spojené státy                  | John Isner         | 10. | 9.       |
| Japonsko                       | Kei Nišikori       | 12. | 10.      |
| Francie                        | Jo-Wilfried Tsonga | 13. | 11.      |
| Bulharsko                      | Grigor Dimitrov    | 14. | 12.      |
| Itálie                         | Fabio Fognini      | 15. | 13.      |
| Německo                        | Tommy Haas         | 16. | 14.      |
| Rusko                          | Michail Južnyj     | 17. | 15.      |
| Španělsko                      | Tommy Robredo      | 18. | 16.      |
| Žebříček ATP k 28. dubnu 2014. |                    |     |          |

### Jiné formy účasti
Následující hráčí obdrželi divokou kartu do hlavní soutěže:
- Pablo Carreño Busta
- Marius Copil
- Guillermo García-López
- Albert Ramos

Následující hráči postoupili z kvalifikace:
- Benjamin Becker
- Teimuraz Gabašvili
- Santiago Giraldo
- Andrej Golubjev
- Paul-Henri Mathieu
- Igor Sijsling
- Dominic Thiem
  -  Łukasz Kubot – jako šťastný poražený
  -  Marinko Matosevic – jako šťastný poražený

### Odhlášení
před zahájením turnaje
- Juan Martín del Potro (poranění zápěstí)
- Novak Djoković (poranění paže)
- Roger Federer (rodinné důvody: narození synů Lea a Lennyho)
- Richard Gasquet (poranění zad)
- Florian Mayer
- Gaël Monfils
- Vasek Pospisil

v průběhu turnaje
- Dominic Thiem (onemocnění)

### Skrečování
- Benoît Paire (poranění ramena)

## Mužská čtyřhra

### Nasazení
| Stát                                                                                    | Hráč           | Stát          | Hráč              | ATP | Nasazení |
| --------------------------------------------------------------------------------------- | -------------- | ------------- | ----------------- | --- | -------- |
| Spojené státy                                                                           | Bob Bryan      | Spojené státy | Mike Bryan        | 2.  | 1.       |
| Rakousko                                                                                | Alexander Peya | Brazílie      | Bruno Soares      | 6.  | 2.       |
| Chorvatsko                                                                              | Ivan Dodig     | Brazílie      | Marcelo Melo      | 11. | 3.       |
| Španělsko                                                                               | David Marrero  | Španělsko     | Fernando Verdasco | 19. | 4.       |
| Francie                                                                                 | Michaël Llodra | Francie       | Nicolas Mahut     | 26. | 5.       |
| Kanada                                                                                  | Daniel Nestor  | Srbsko        | Nenad Zimonjić    | 29. | 6.       |
| Polsko                                                                                  | Łukasz Kubot   | Švédsko       | Robert Lindstedt  | 34. | 7.       |
| Indie                                                                                   | Rohan Bopanna  | Pákistán      | Ajsám Kúreší      | 40. | 8.       |
| Žebříček ATP k 28. dubnu 2014; číslo je součtem žebříčkového postavení obou členů páru. |                |               |                   |     |          |

### Jiné formy účasti
Následující páry obdržely divokou kartu do hlavní soutěže:
- Jonatan Erlich /  Lukáš Rosol
- Feliciano López /  Juan Mónaco

### Odhlášení
před zahájením turnaje
- John Isner (poranění zad)
- Milos Raonic (poranění ramena)

### Galerie

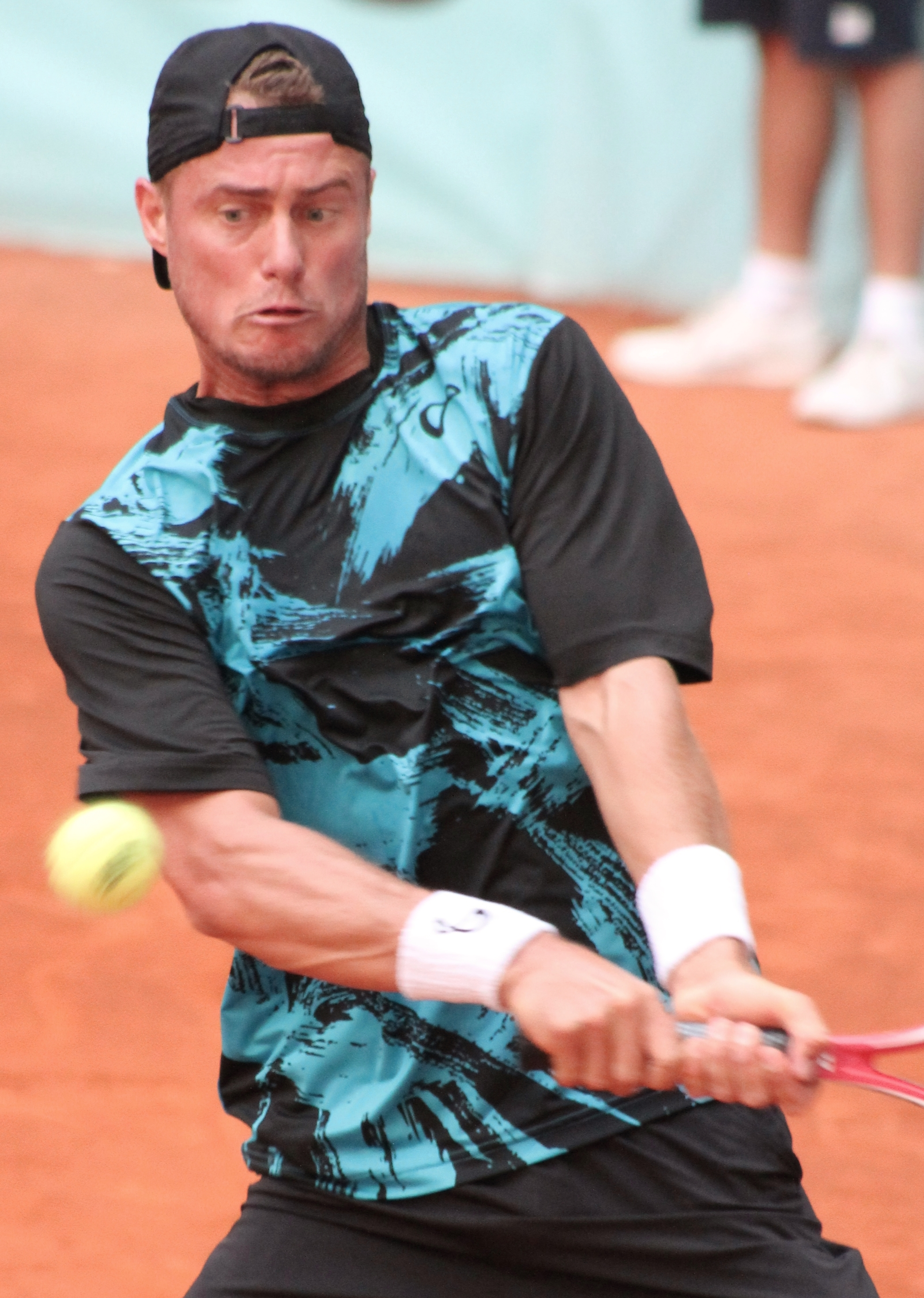
Lleyton Hewitt
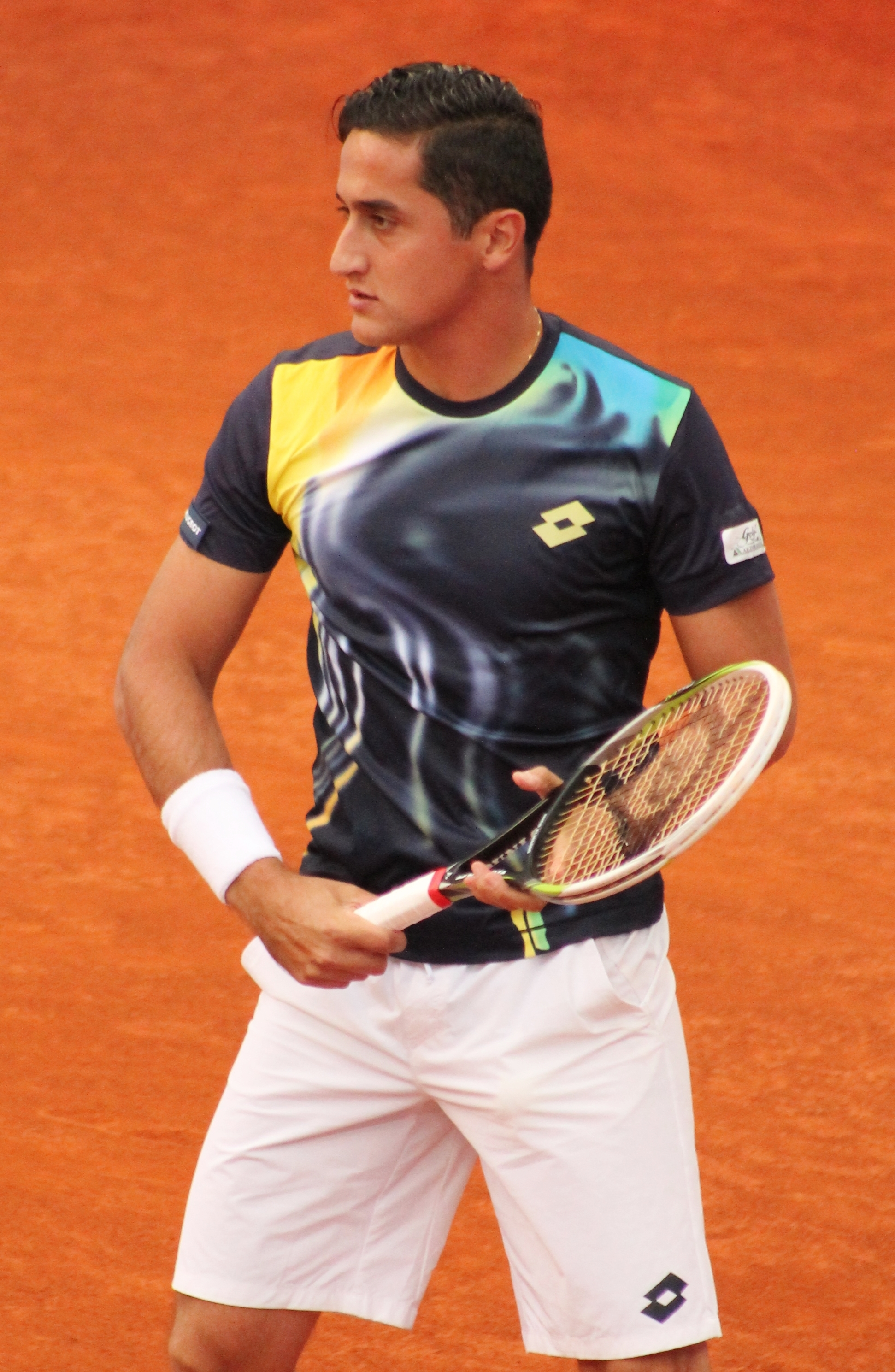
Nicolás Almagro
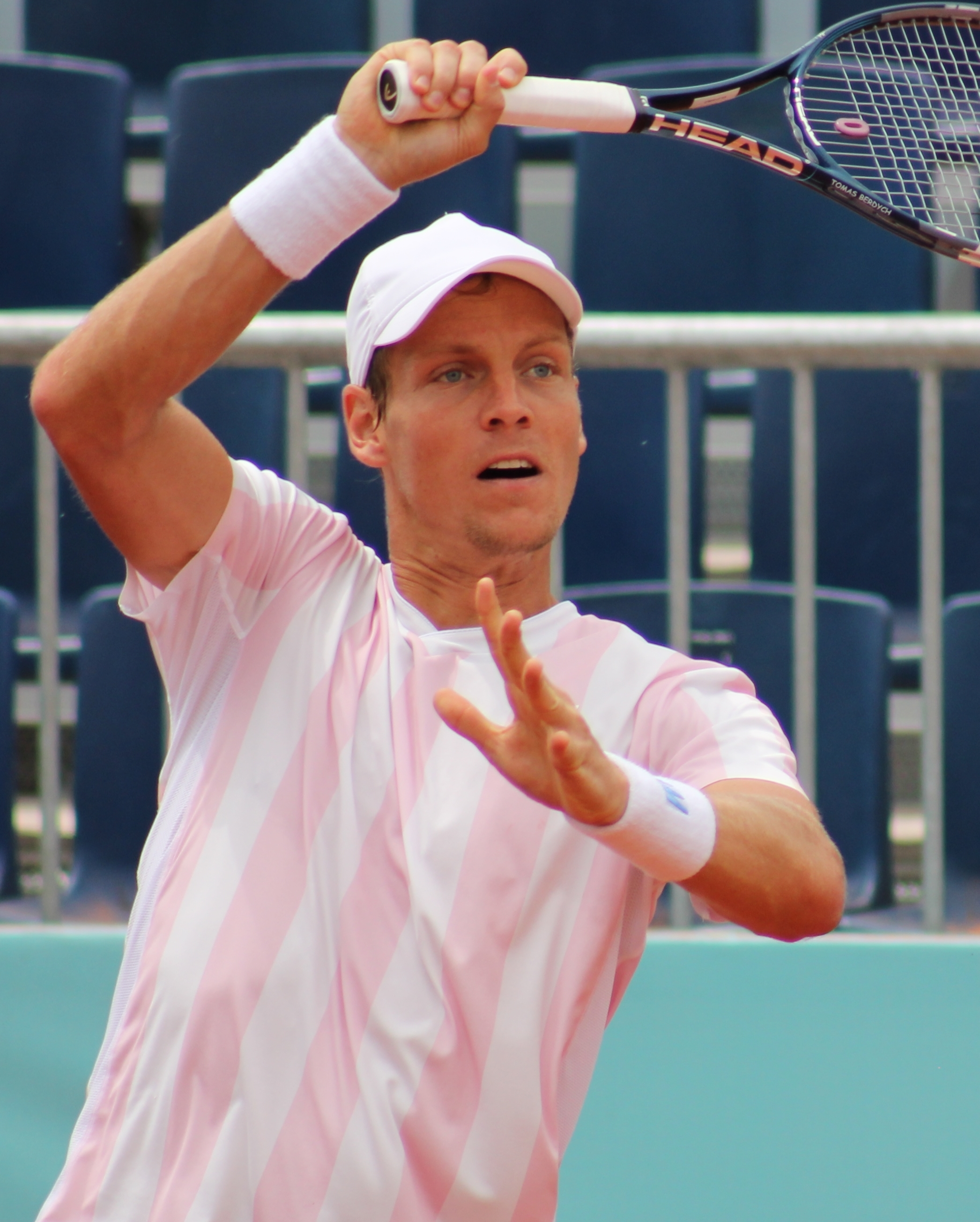
Tomáš Berdych
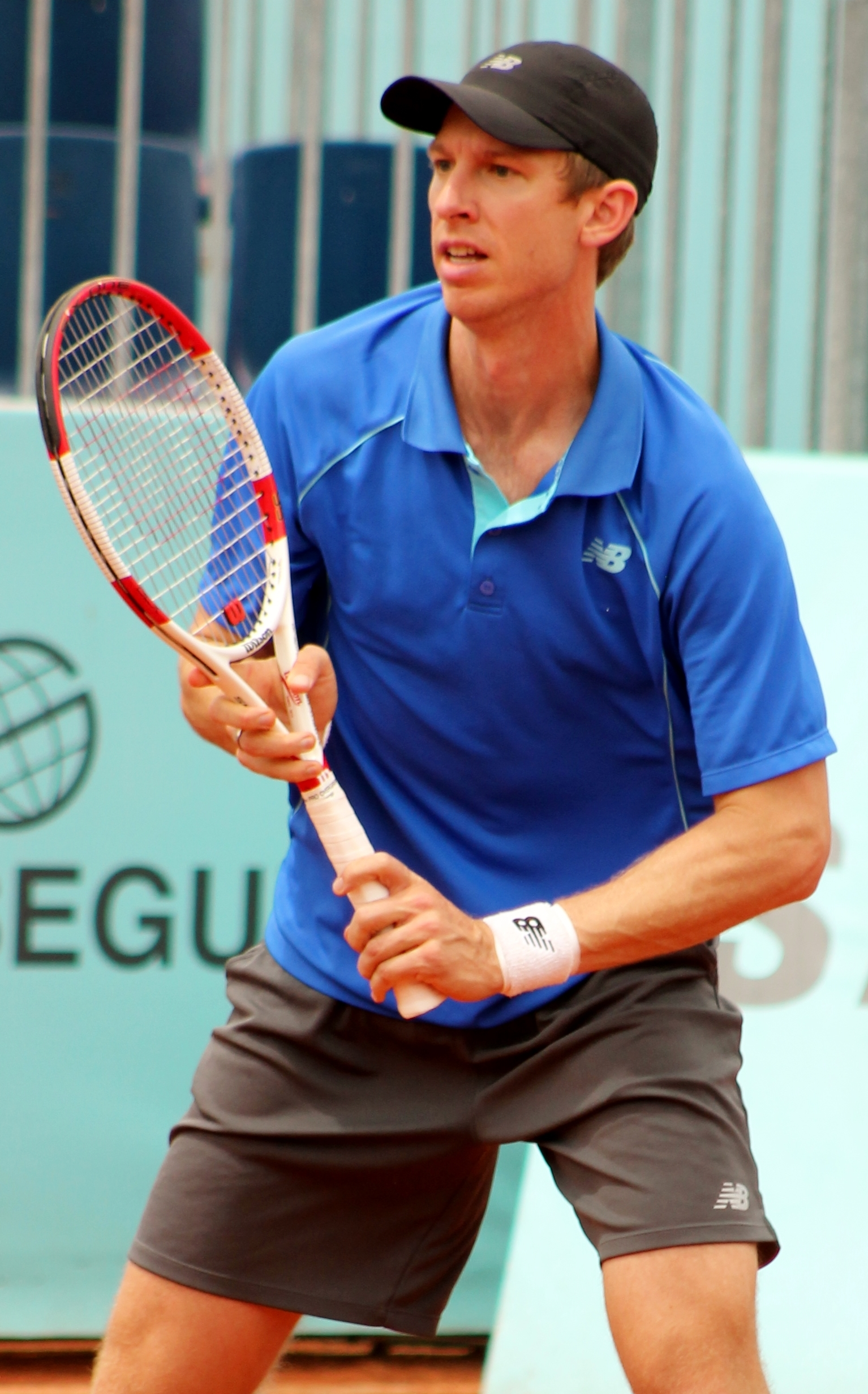
Eric Butorac
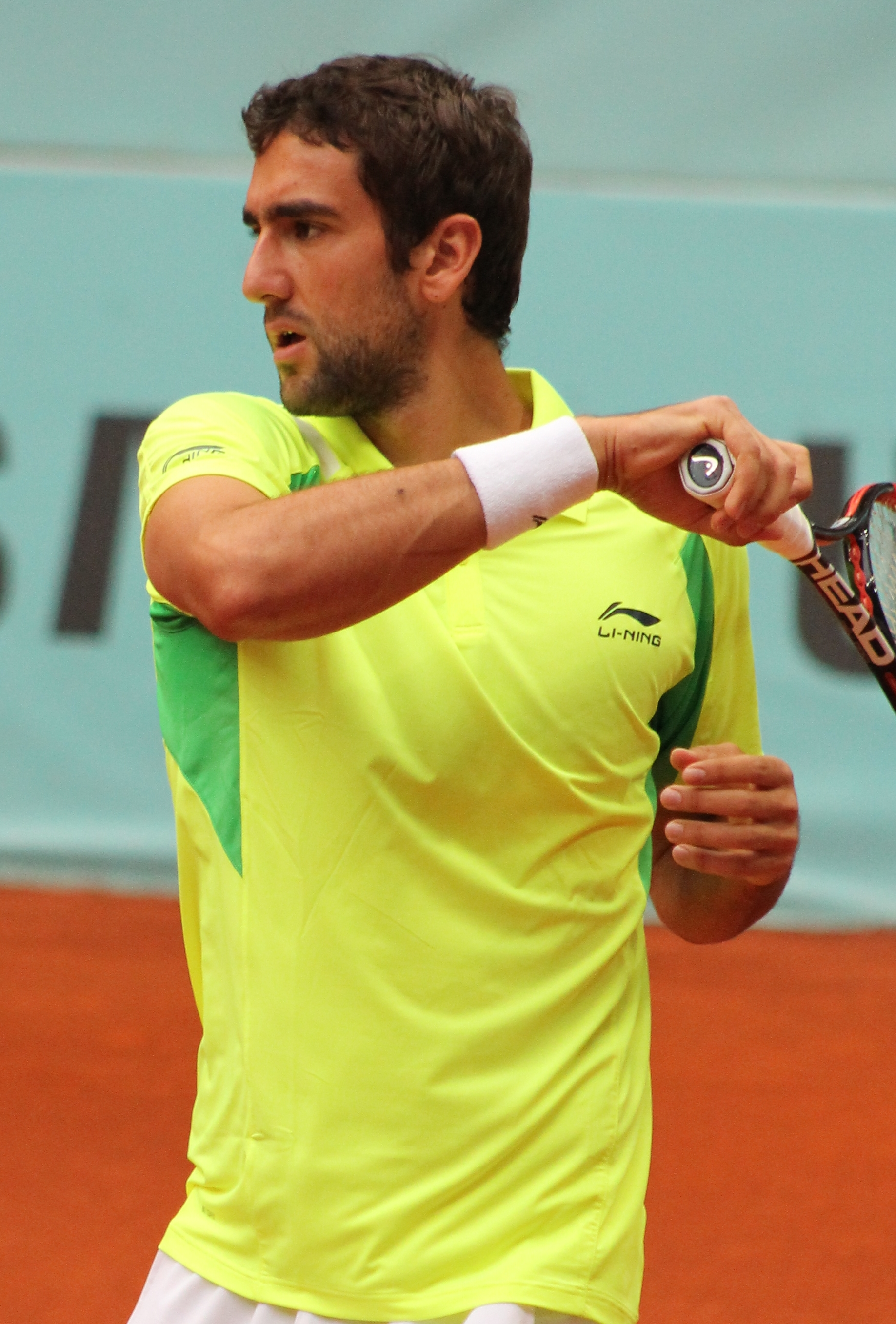
Marin Čilić
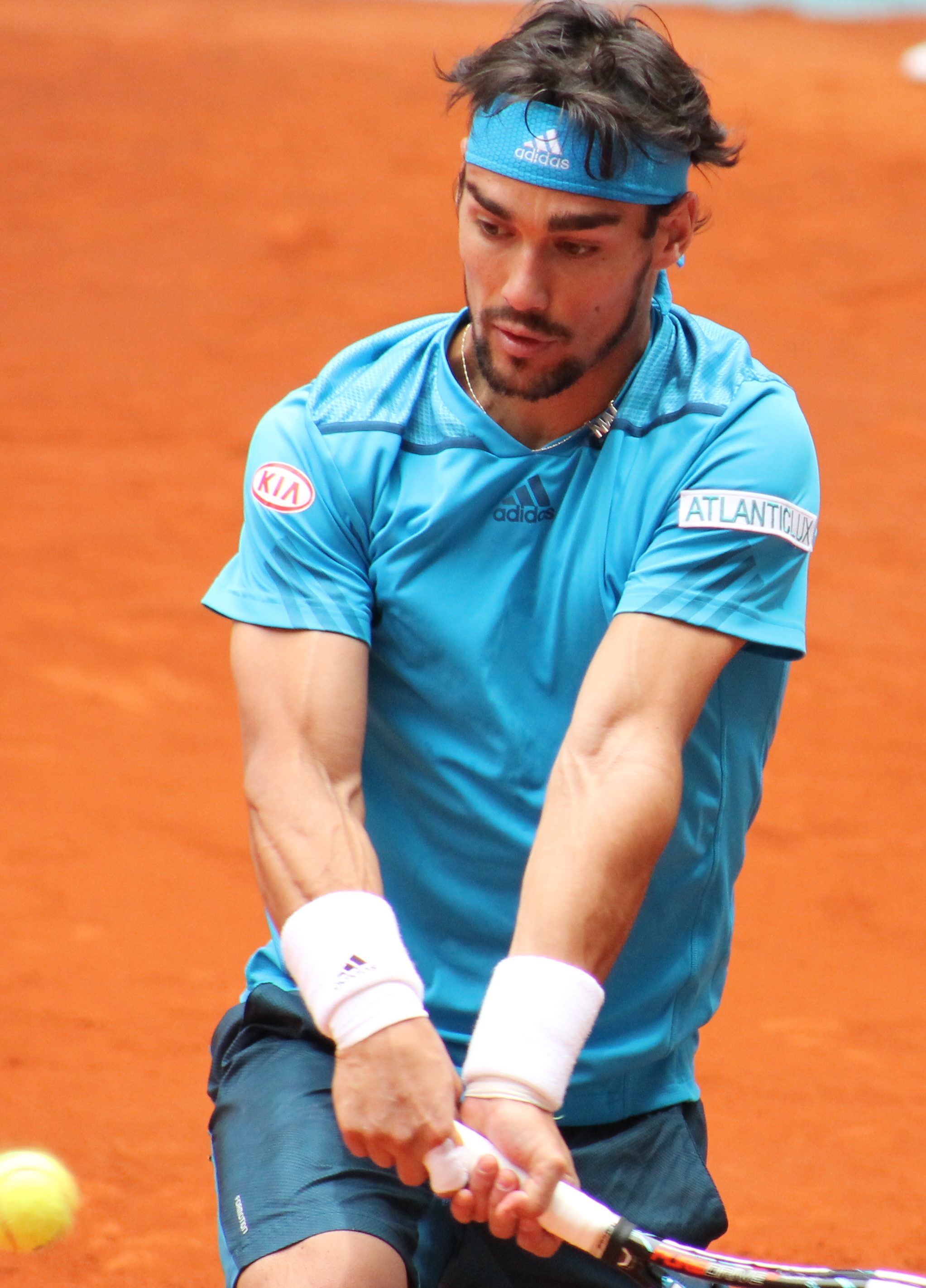
Fabio Fognini
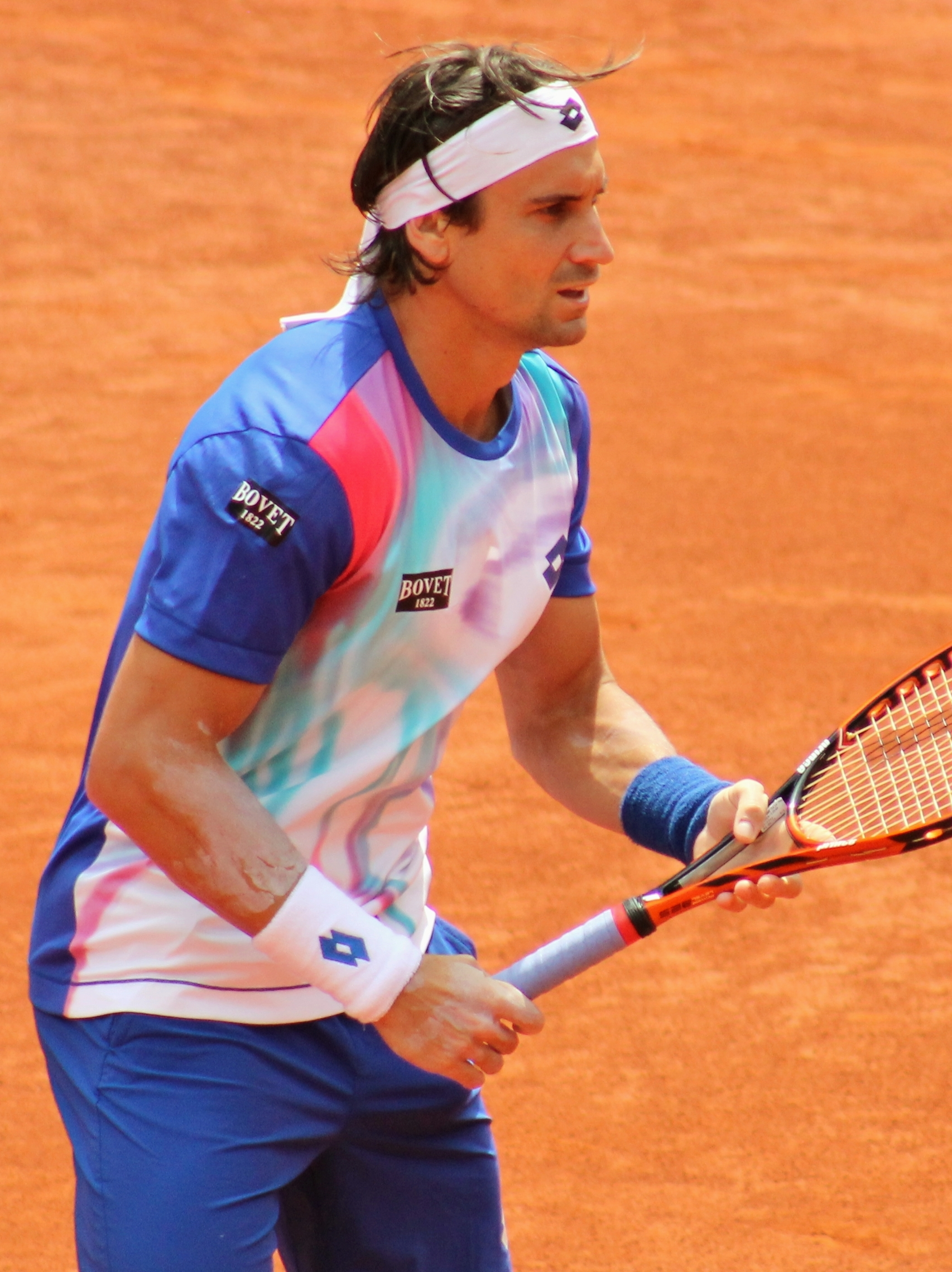
David Ferrer
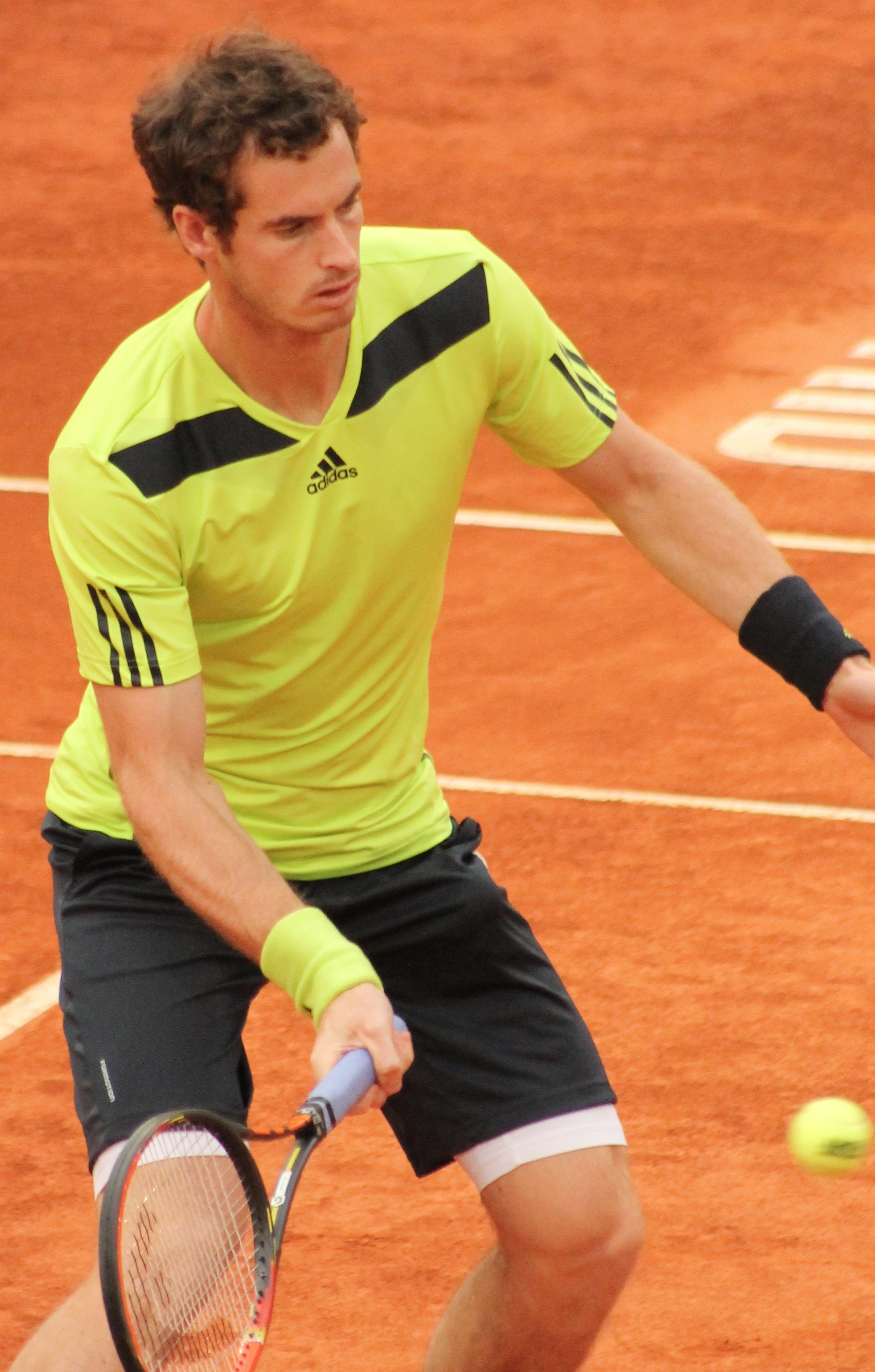
Andy Murray

## Ženská dvouhra

### Nasazení
| Stát                           | Hráčka                    | WTA | Nasazení |
| ------------------------------ | ------------------------- | --- | -------- |
| Spojené státy                  | Serena Williamsová        | 1.  | 1.       |
| Čína                           | Li Na                     | 2.  | 2.       |
| Polsko                         | Agnieszka Radwańská       | 3.  | 3.       |
| Rumunsko                       | Simona Halepová           | 5.  | 4.       |
| Česko                          | Petra Kvitová             | 6.  | 5.       |
| Srbsko                         | Jelena Jankovićová        | 7.  | 6.       |
| Německo                        | Angelique Kerberová       | 8.  | 7.       |
| Rusko                          | Maria Šarapovová          | 9.  | 8.       |
| Slovensko                      | Dominika Cibulková        | 10. | 9.       |
| Itálie                         | Sara Erraniová            | 11. | 10.      |
| Srbsko                         | Ana Ivanovićová           | 12. | 11.      |
| Itálie                         | Flavia Pennettaová        | 13. | 12.      |
| Dánsko                         | Caroline Wozniacká        | 14. | 13.      |
| Španělsko                      | Carla Suárezová Navarrová | 15. | 14.      |
| Německo                        | Sabine Lisická            | 16. | 15.      |
| Spojené státy                  | Sloane Stephensová        | 17. | 16.      |
| Žebříček WTA k 28. dubnu 2014. |                           |     |          |

### Jiné formy účasti
Následující hráčky obdržely divokou kartu do hlavní soutěže:
- Lara Arruabarrenová
- Irina-Camelia Beguová
- Anabel Medinaová Garriguesová
- Sílvia Solerová Espinosová
- María Teresa Torrová Florová

Následující hráčky postoupily z kvalifikace:
- Belinda Bencicová
- Petra Cetkovská
- Mariana Duqueová Mariñová
- Caroline Garciaová
- Julia Görgesová
- Kristina Mladenovicová
- Monica Niculescuová
- Karolína Plíšková

### Odhlášení
před zahájením turnaje
- Viktoria Azarenková (poranění nohy)
- Jamie Hamptonová
- Bethanie Matteková-Sandsová
- Venus Williamsová (onemocnění)

v průběhu turnaje
- Maria Kirilenková (poranění levého hlezna)
- Serena Williamsová (poranění levého stehna)

### Skrečování
- Angelique Kerberová (poranění zad)

## Ženská čtyřhra

### Nasazení
| Stát                                                                                     | Hráčka                  | Stát          | Hráčka                 | WTA | Nasazení |
| ---------------------------------------------------------------------------------------- | ----------------------- | ------------- | ---------------------- | --- | -------- |
| Tchaj-wan                                                                                | Sie Šu-wej              | Čína          | Pcheng Šuaj            | 3.  | 1.       |
| Itálie                                                                                   | Sara Erraniová          | Itálie        | Roberta Vinciová       | 6.  | 2.       |
| Rusko                                                                                    | Jekatěrina Makarovová   | Rusko         | Jelena Vesninová       | 11. | 3.       |
| Česko                                                                                    | Květa Peschkeová        | Slovinsko     | Katarina Srebotniková  | 17. | 4.       |
| Zimbabwe                                                                                 | Cara Blacková           | Indie         | Sania Mirzaová         | 17. | 5.       |
| Spojené státy                                                                            | Raquel Kopsová-Jonesová | Spojené státy | Abigail Spearsová      | 30. | 6.       |
| Rusko                                                                                    | Alla Kudrjavcevová      | Austrálie     | Anastasia Rodionovová  | 38. | 7.       |
| Německo                                                                                  | Julia Görgesová         | Německo       | Anna-Lena Grönefeldová | 43. | 8.       |
| Žebříček WTA k 28. dubnu 2014; číslo je součtem žebříčkového postavení obou členek páru. |                         |               |                        |     |          |

### Jiné formy účasti
Následující páry obdržely divokou kartu do hlavní soutěže:
- Belinda Bencicová /  Maria Kirilenková
- Garbiñe Muguruzaová /  Carla Suárezová Navarrová
- Andrea Petkovicová /  Sloane Stephensová
- Francesca Schiavoneová /  Sílvia Solerová Espinosová

### Odhlášení
před zahájením turnaje
- Maria Kirilenková (poranění levého hlezna)

### Galerie

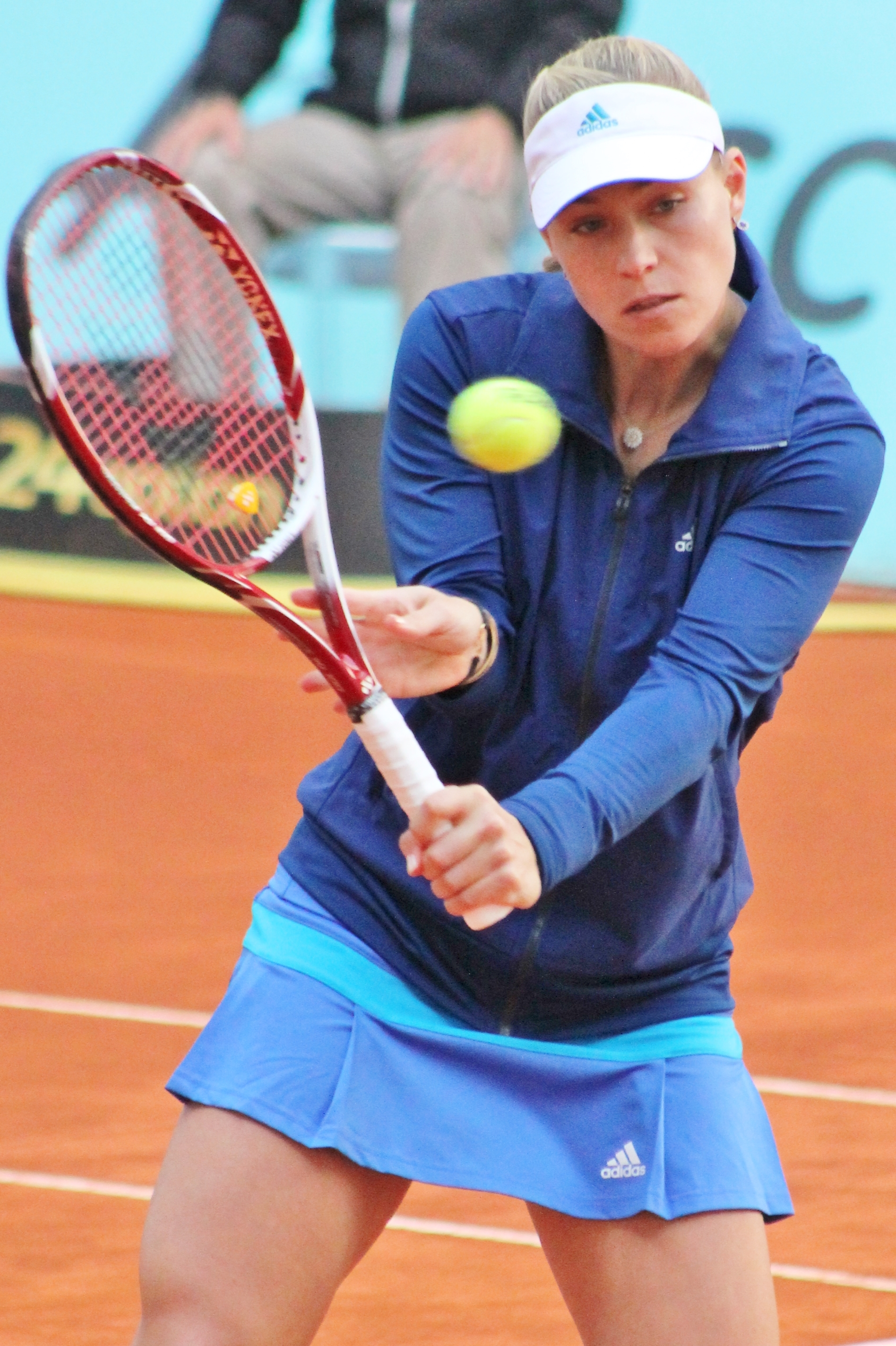
Angelique Kerberová
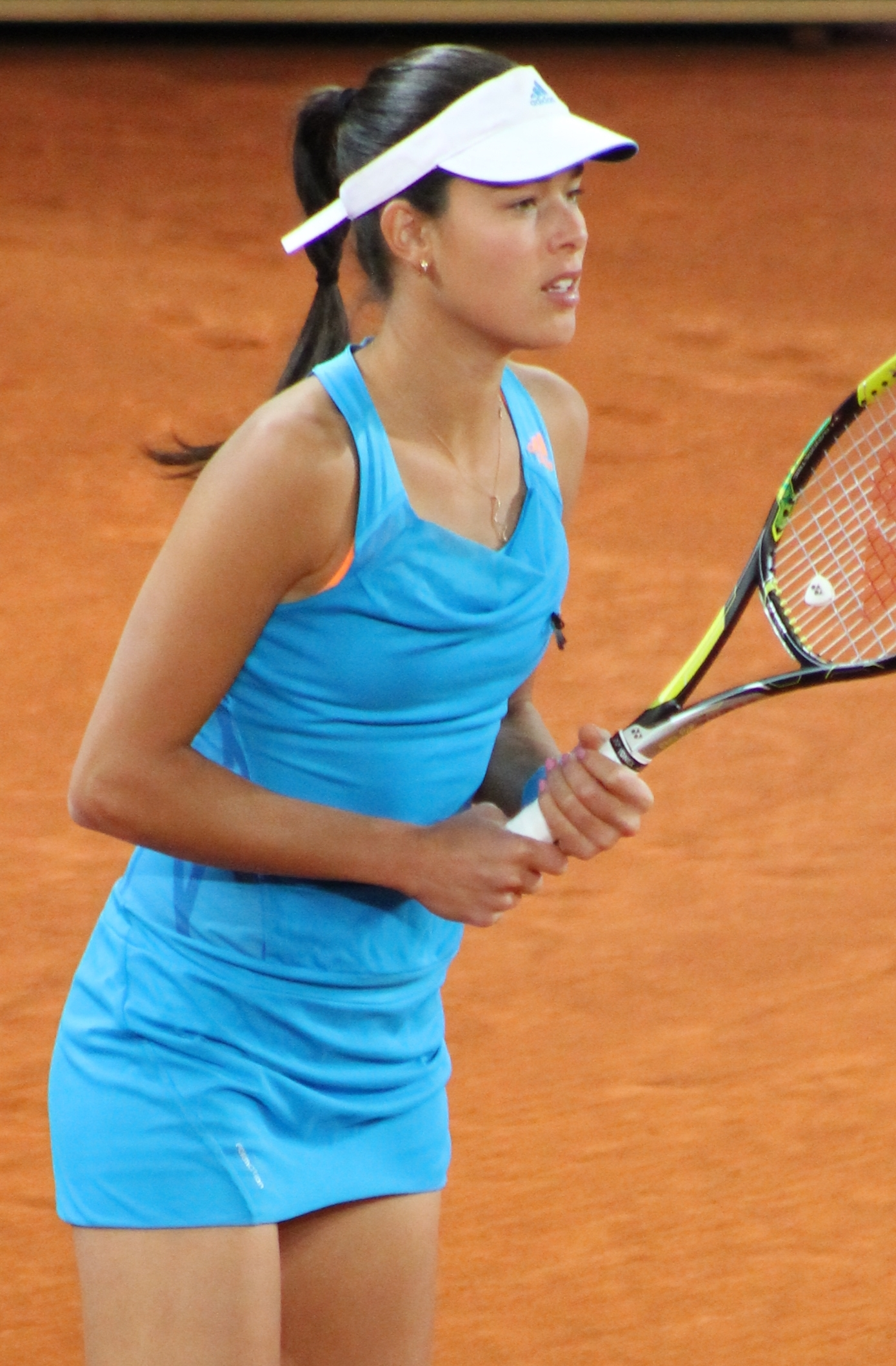
Ana Ivanovićová
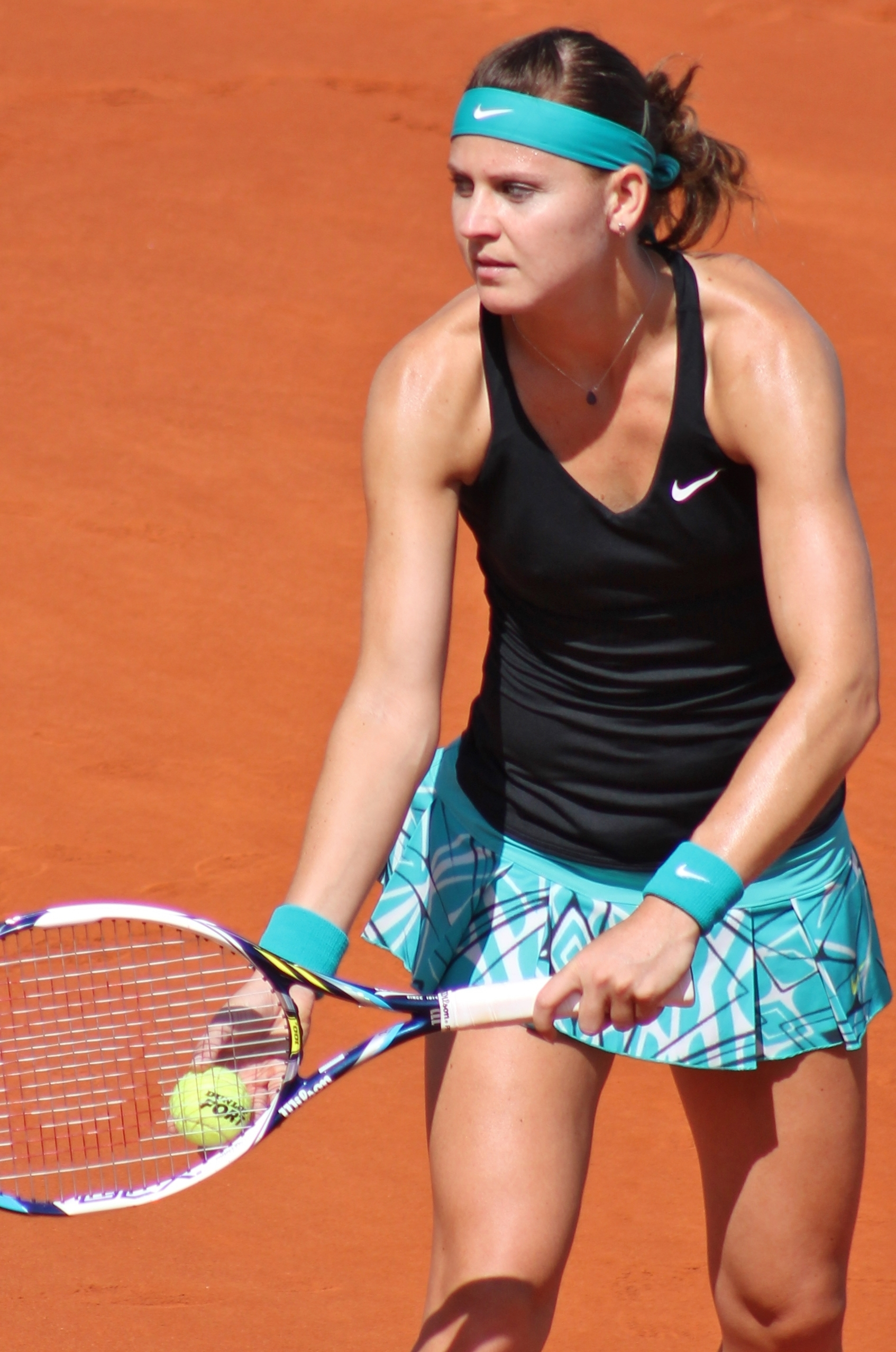
Lucie Šafářová
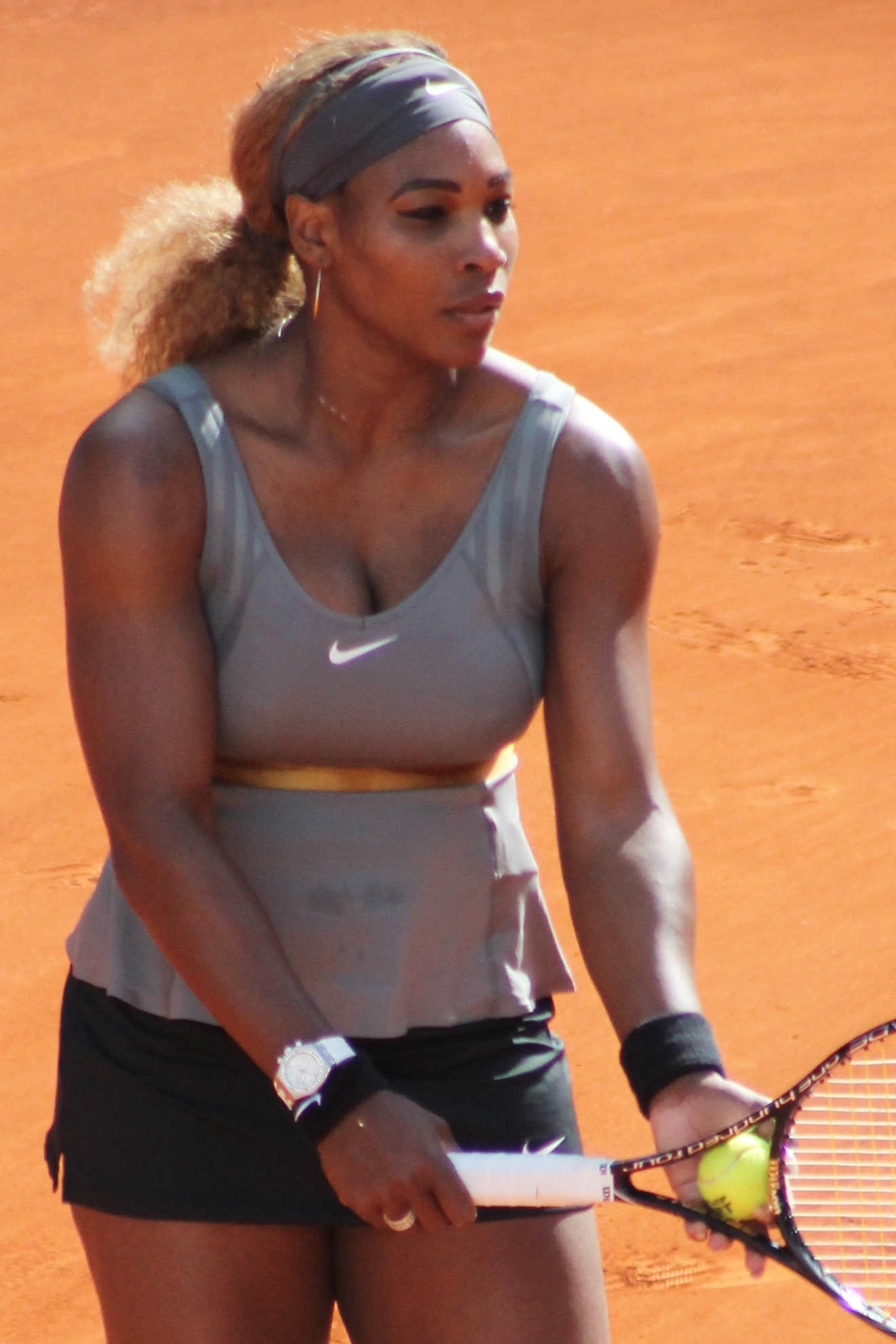
Serena Williamsová
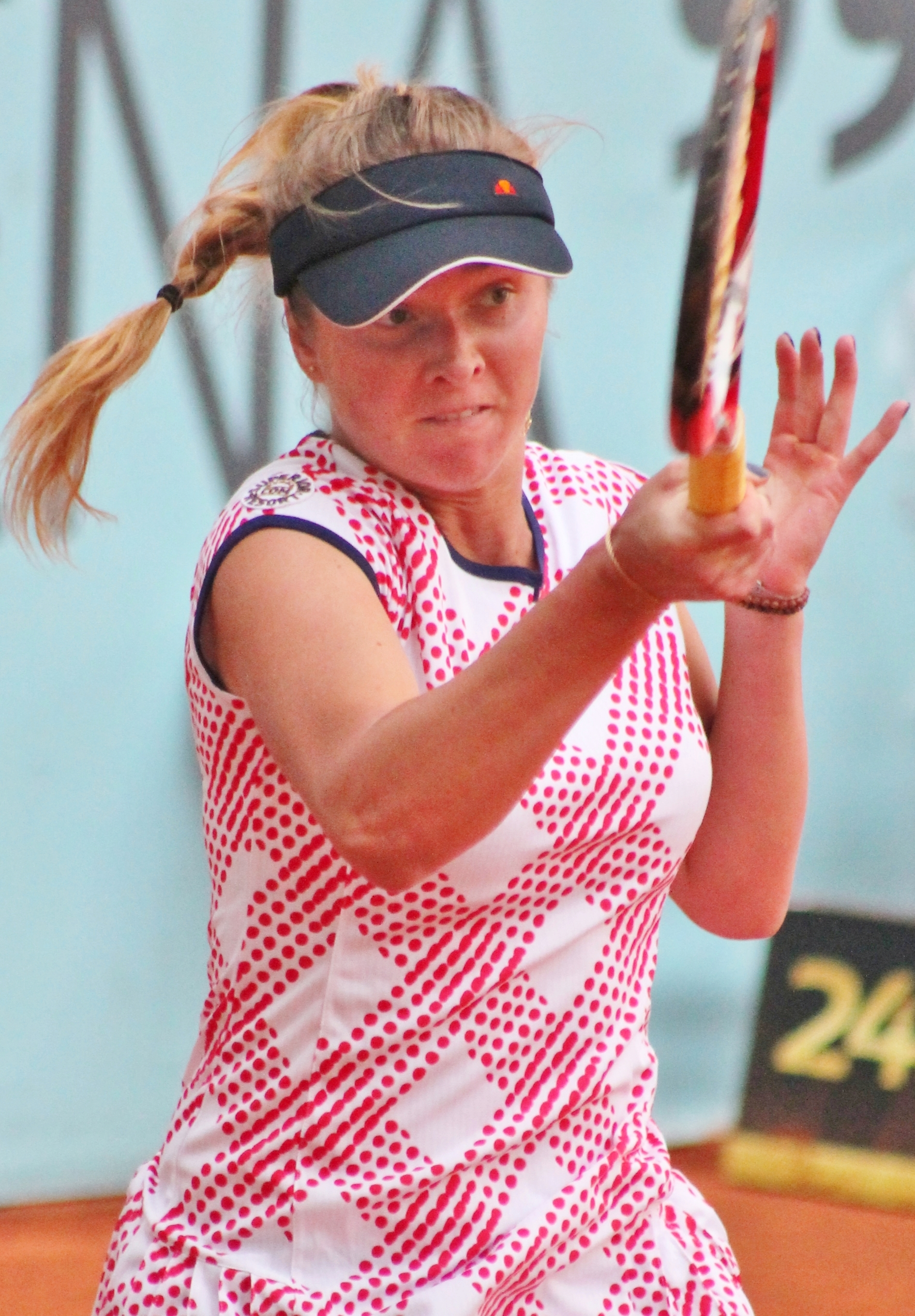
Elina Svitolinová
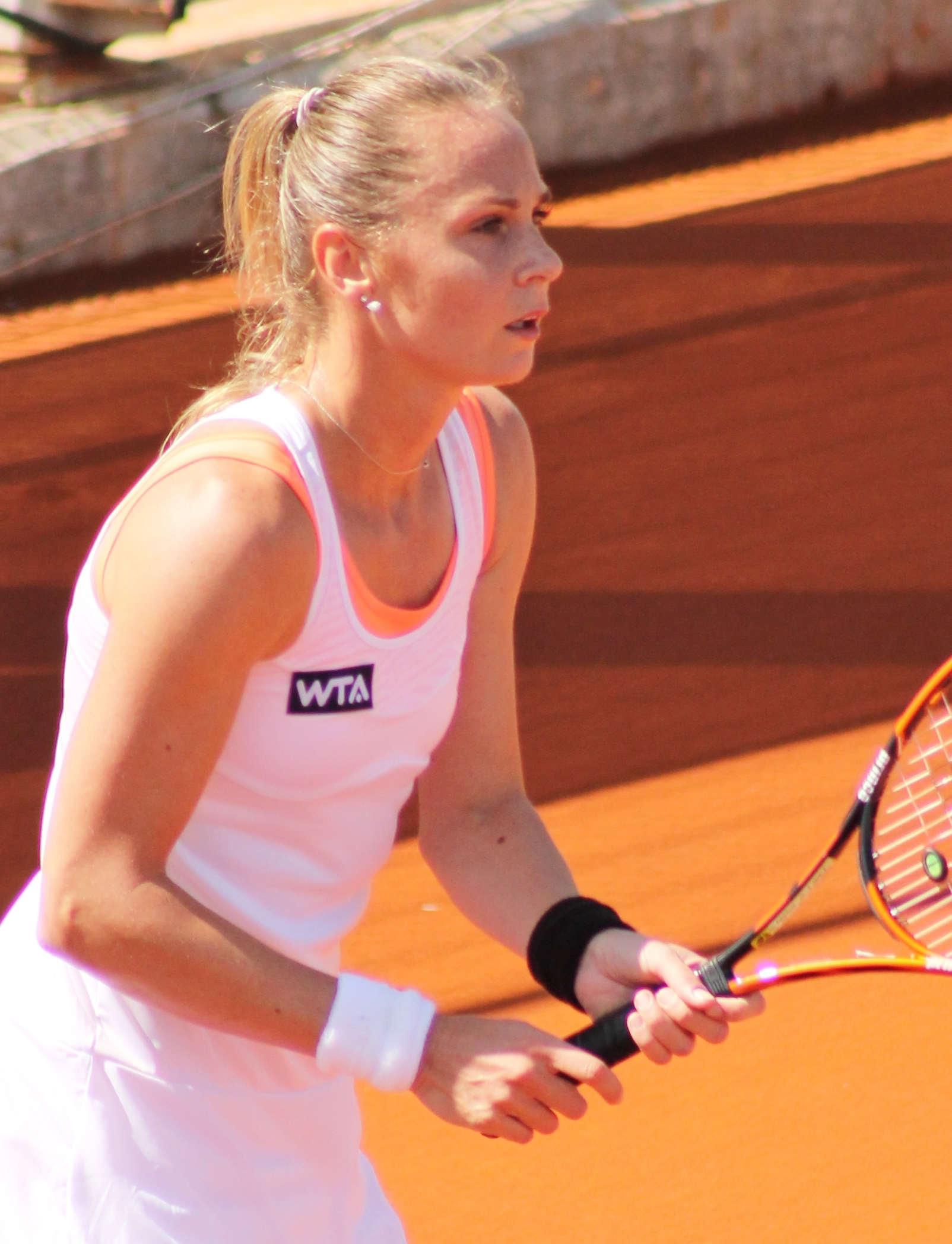
Magdaléna Rybáriková
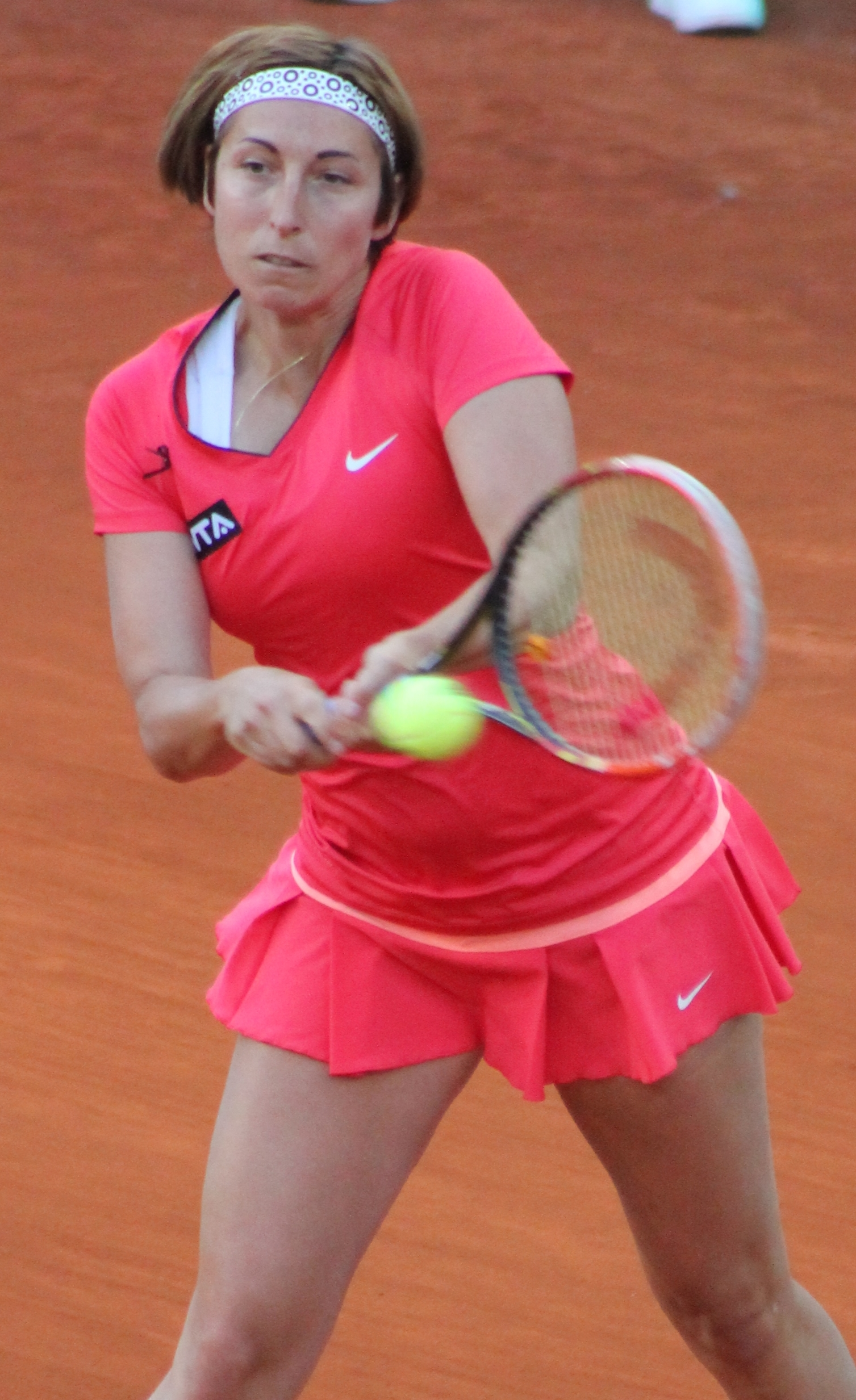
Yvonne Meusburgerová
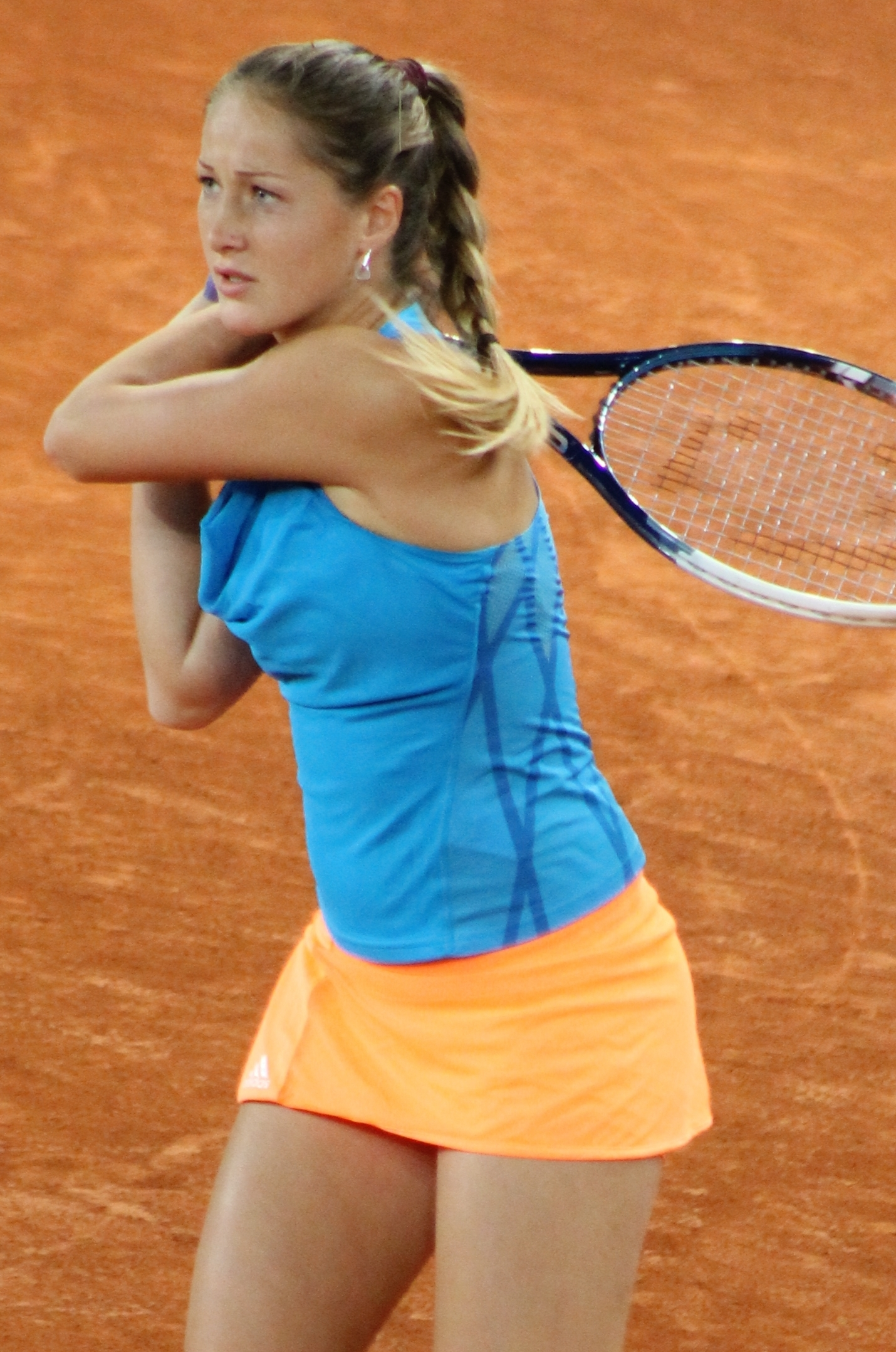
Bojana Jovanovská

## Přehled finále

### Mužská dvouhra
- Rafael Nadal vs.  Kei Nišikori, 2–6, 6–4, 3–0skreč

### Ženská dvouhra
- Maria Šarapovová vs.  Simona Halepová, 1–6, 6–2, 6–3

### Mužská čtyřhra
- Daniel Nestor /  Nenad Zimonjić vs.  Bob Bryan /  Mike Bryan, 6–4, 6–2

### Ženská čtyřhra
- Sara Erraniová /  Roberta Vinciová vs.  Garbiñe Muguruzaová /  Carla Suárezová Navarrová, 6–4, 6–3